# Маккей, Эней, 15-й лорд Рей
Эней Саймон Маккей, 15-й лорд Рей (англ. Aeneas Simon Mackay, 15th Lord Reay; родился 20 марта 1965 года) — шотландский лорд и голландский дворянин, является британским корпоративным финансистом, который также является наследственным главой клана клана Маккей. В Нидерландах он является лордом Офемерта и Зенневейнена с замком Офемерт.

## Биография
Родился 20 марта 1965 года. Старший сын Хью Уильяма Маккея, 14-го лорда Рея (1937—2013), и его первой жены, достопочтенной Аннабель Тереза Фрейзер (род. 1942). С 1965 по 2013 год он был известен как мастер Рей. Получив образование в Вестминстерской школе и Университете Брауна, лорд Рей был партнером-основателем корпоративной финансовой фирмы Montrose Partners.
Лорд Рей был принят в Палату лордов в январе 2019 года после победы на дополнительных выборах наследственных пэров. Он является консервативным членом Палаты лордов.

## Семья
14 января 2010 года в Лондоне мастер Рей женился на Миа Руулио из Финляндии, старшей дочери Маркуса Руулио . Лорд и леди Рей живут в Челси SW3 и Уиттингтон-холле, и у них трое детей:
- Александр Шими Маркус Маккей, мастер Рей (род. 21 апреля 2010), старший сын и наследник отца[8]
- Достопочтенная Айона Маккей (род. 2011);
- Достопочтенный Гарри Эней Хьюго Маккей (род. 10 июля 2014)[9].